# Turkse presidentsverkiezingen 2018

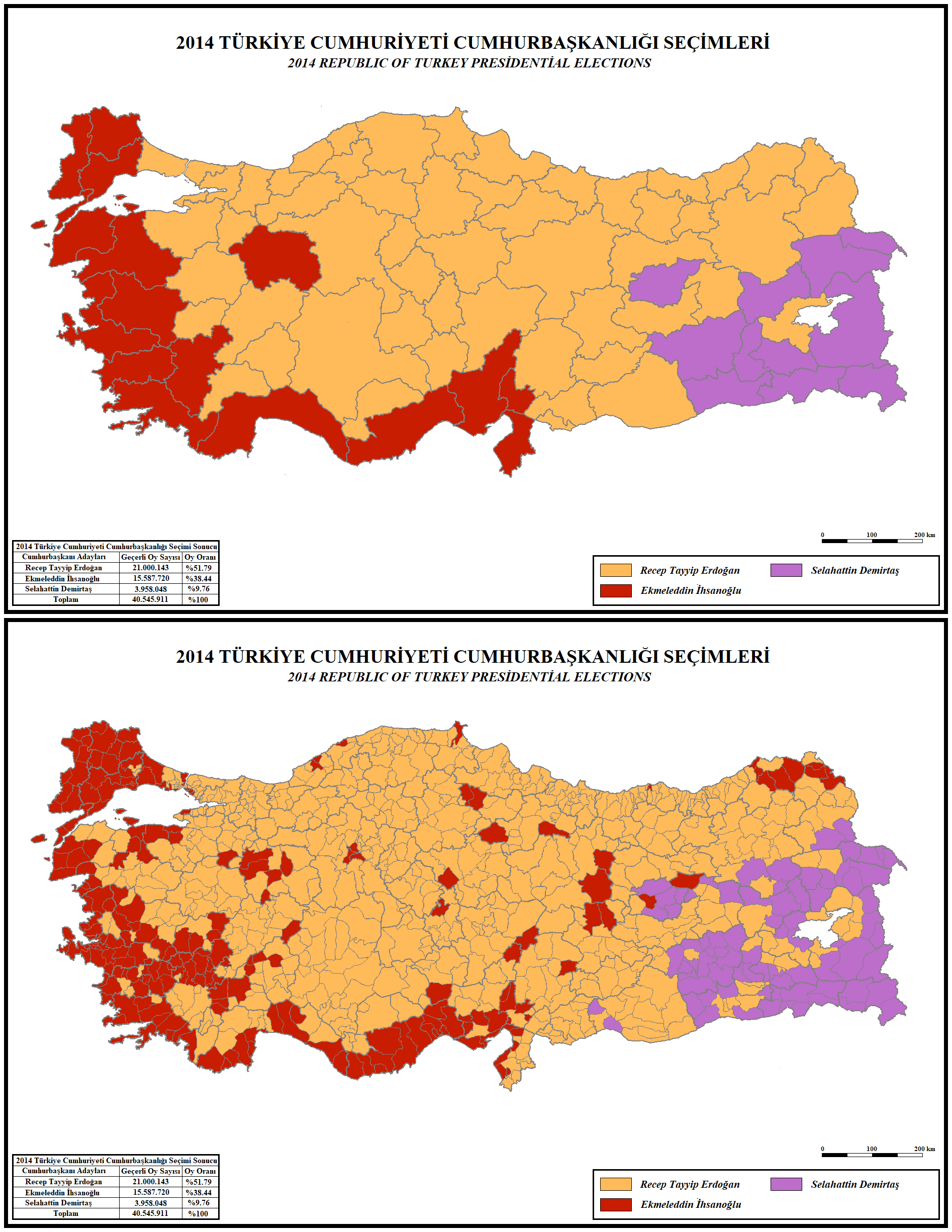

De Turkse presidentsverkiezingen van 2018 vonden plaats op 24 juni 2018. Na de goedkeuring van grondwetswijzigingen in een referendum in 2017, zal de verkozen president zowel de functie van het staatshoofd als het regeringsleider vervullen.  
De verkiezingen waren oorspronkelijk gepland voor november 2019. Na oproepen van de leider van de Nationalistische Bewegingspartij (MHP) Devlet Bahçeli voor vervroegde verkiezingen, kondigde president Recep Tayyip Erdoğan op 18 april 2018 aan dat het op 24 juni zou plaatsvinden.  
De zittende president Recep Tayyip Erdoğan verklaarde zich op 27 april 2018 kandidaat voor de People's Alliance (Turks: Cumhur İttifakı).  De Republikeinse Volkspartij (CHP), de belangrijkste oppositie van Erdoğan, nomineerde Muharrem İnce.  İnce is een parlementslid dat bekend staat om zijn strijdlustige oppositie en pittige toespraken tegen Erdoğan. De Democratische Partij van de Volkeren (HDP) heeft de gevangengenomen ex-voorzitter Selahattin Demirtaş voorgedragen. Naast deze kandidaten hebben ook Meral Akşener van de Goed Partij (IP),  Temel Karamollaoğlu van de Gelukzaligheid Partij (SP) en Doğu Perinçek van de Patriottische Partij (VP) hun kandidatuur aangekondigd en de 100.000 handtekeningen verzameld die nodig zijn om mee te doen met de verkiezingen.. 
Campagne voeren voor de verkiezingen richtte zich voornamelijk op de haperende Turkse economie en de valutacrisis, waarbij commentatoren van zowel de regering als de oppositie waarschuwden voor een ernstiger economische crisis na de verkiezingen. De protesten na de erkenning door de Verenigde Staten van Jeruzalem als hoofdstad van Israël, en de Turkse militaire operatie in Afrin kwamen ook aan bod in de campagne. 

## Kiessysteem

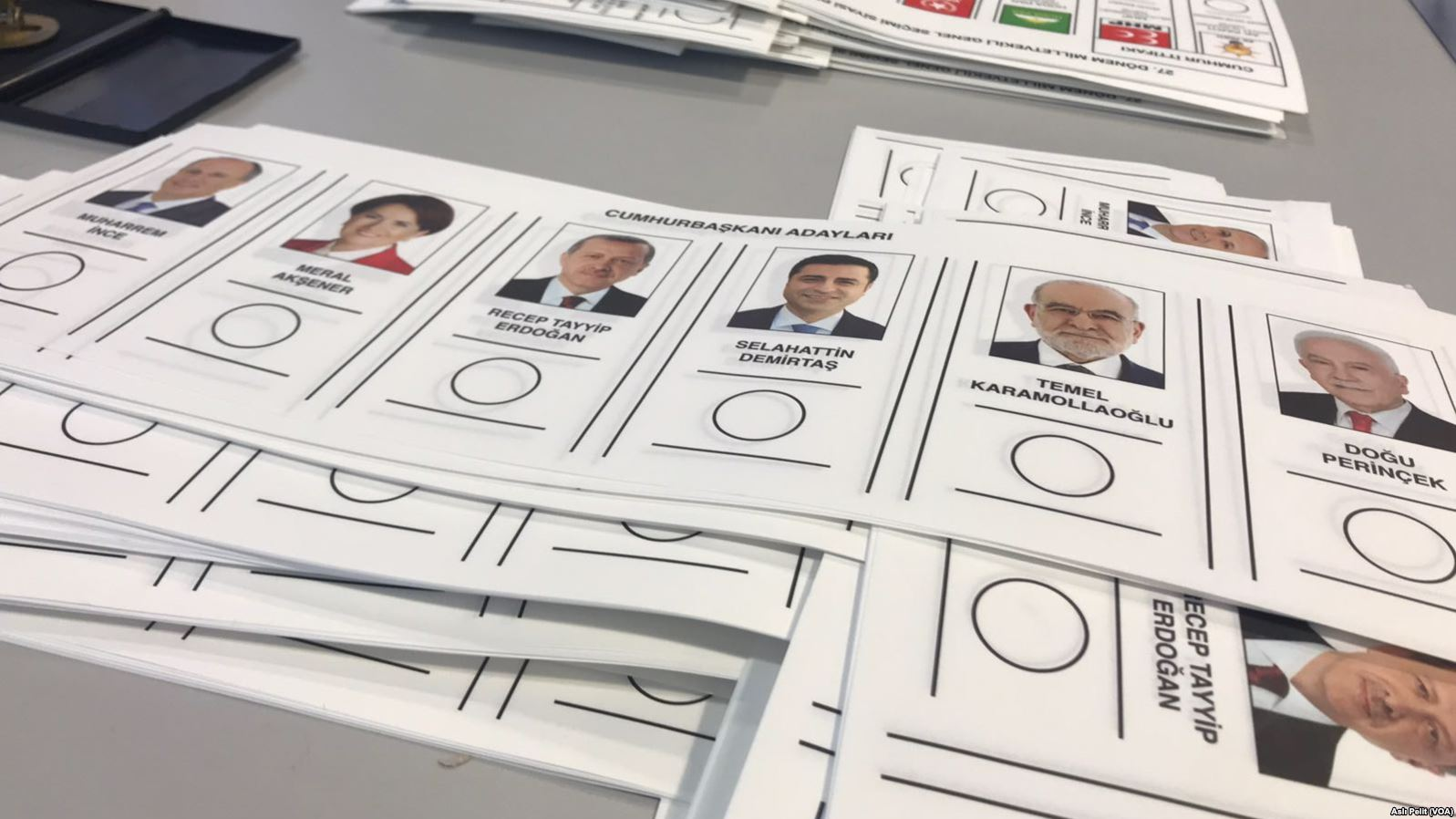
Stembiljet dat gebruikt werd voor de presidentsverkiezingen van 2018

De president van Turkije wordt rechtstreeks gekozen in twee verkiezingsrondes, waarbij een kandidaat ten minste 50% + 1 van de stemmen moet behalen om te worden gekozen. Als geen enkele kandidaat een meerderheid behaalt, wordt er een tweede verkiezingsronde gehouden tussen de twee meest gestemde kandidaten uit de eerste ronde, waarvan de winnaar vervolgens wordt verkozen. De president van Turkije is gebonden aan twee opeenvolgende ambtstermijnen van vijf jaar.
Potentiële presidentskandidaten moeten minimaal 40 jaar oud zijn en moeten een hogere opleiding hebben genoten. Elke politieke partij die bij de vorige parlementsverkiezingen 5% van de stemmen behaalde, kan een presidentskandidaat voordragen. Kleinere partijen kunnen alsnog een presidentskandidaat voordragen door allianties te vormen. Onafhankelijken kunnen meedoen met de verkiezingen als ze 100.000 handtekeningen verzamelen.

## Kandidaten

### Selectie proces

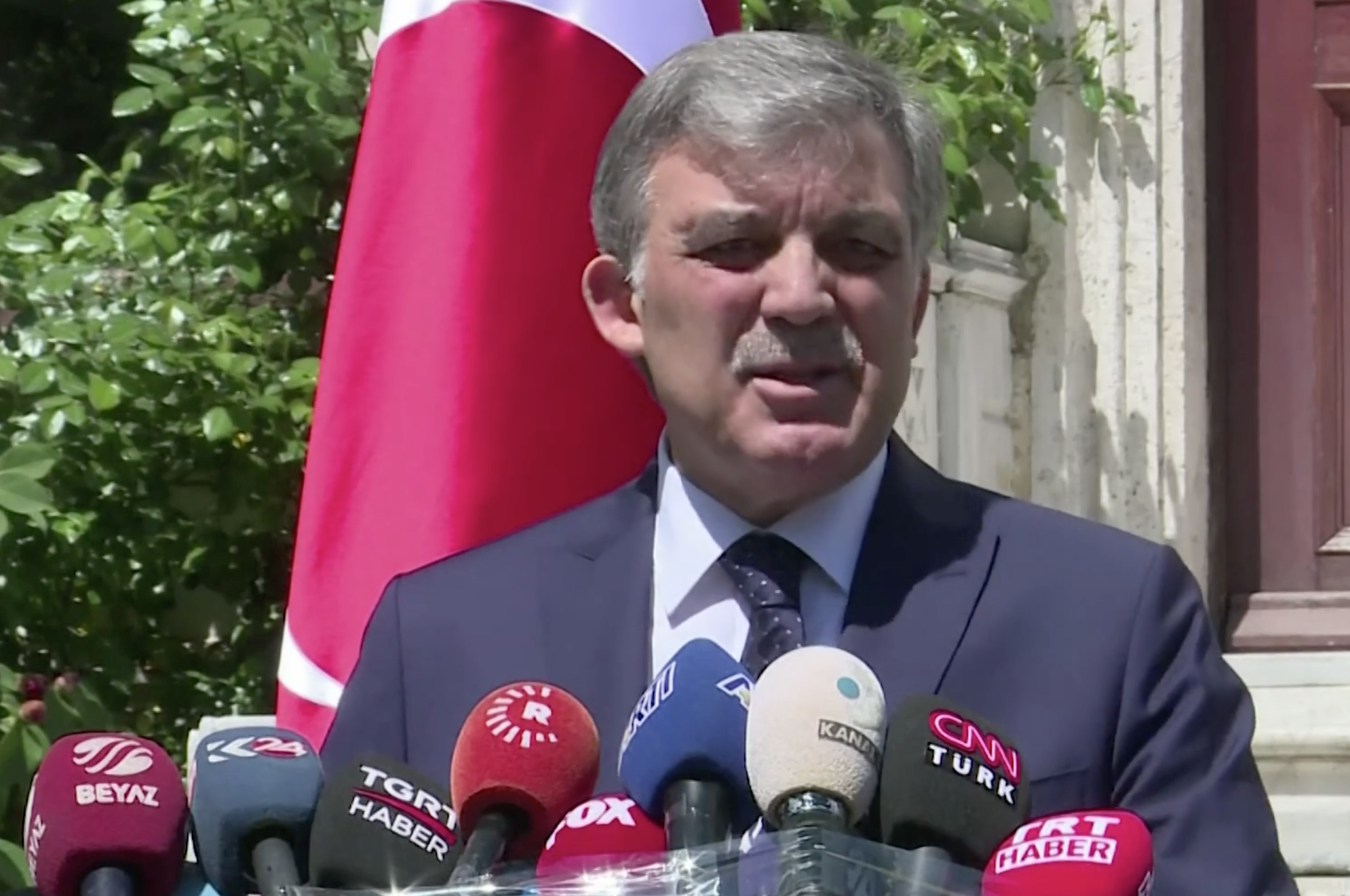
Voormalig president Abdullah Gül kondigde op 28 april aan dat hij geen presidentskandidaat zal zijn

In aanloop naar de verkiezingen zijn verschillende partijen door een selectieproces gegaan om presidentskandidaat te nomineren. 

#### Volksalliantie (AK-partij en MHP)
President Recep Tayyip Erdoğan werd algemeen beschouwd als de onbetwiste kandidaat van de People's Alliance, een alliantie opgericht door de regerende Partij voor Rechtvaardigheid en Ontwikkeling (AK-partij) en de rechtse Partij van de Nationalistische Beweging (MHP). Dit werd bevestigd door MHP-leider Devlet Bahçeli op 21 april 2018. De parlementaire fractie van de AK-partij stemde unaniem om Erdoğan op 3 mei voor te dragen.

#### Republikeinse Volkspartij (CHP)

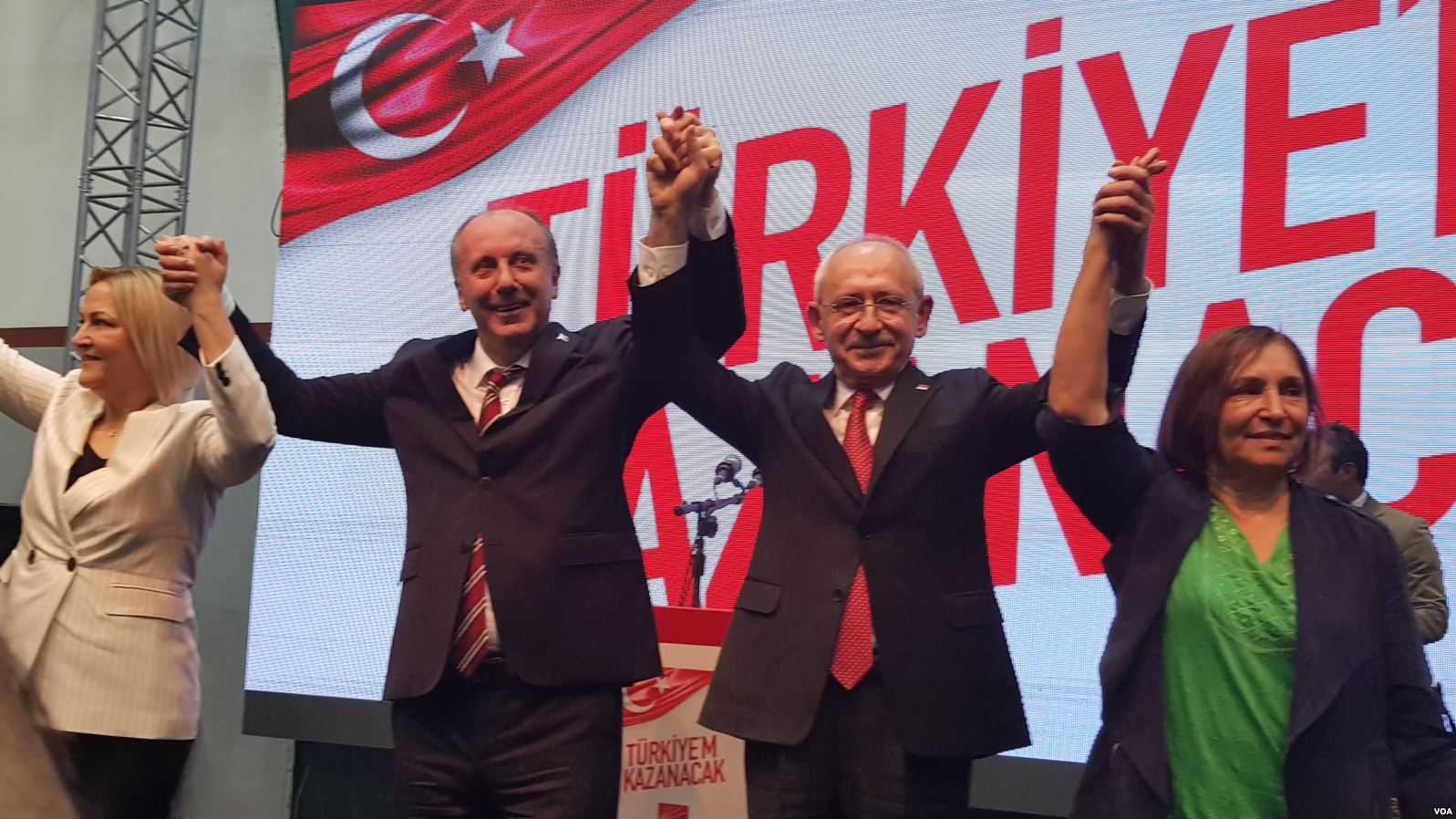
Muharrem İnce wordt op 4 mei aangekondigd als presidentskandidaat van de CHP

De Republikeinse Volkspartij (CHP), de grootste oppositiepartij van het land, begon een brede zoektocht naar een kandidaat met verschillende geruchten dat de partij tevreden was met het steunen van een partijoverschrijdende kandidaat die niet noodzakelijkerwijs in overeenstemming was met de waarden van de partij als onderdeel van een verkiezingsalliantie. CHP-leider Kemal Kılıçdaroğlu heeft vervolgens verschillende vergaderingen gehouden met de leiders van de Gulekzaligheid partij en de İyi-partij. Voormalig president Abdullah Gül werd genoemd als partijoverschrijdende optie, maar werd afgewezen na hevig verzet van de achterban. Ondanks dat het meerdere keren was uitgesloten, werd partijleider Kemal Kılıçdaroğlu vaak genoemd als potentiële kandidaat, samen met Yılmaz Büyükerşen, İlhan Kesici, Muharrem İnce en Mehmet Haberal . Bepaalde parlementsleden, zoals Öztürk Yılmaz en Didem Engin, hadden ook publiekelijk hun interesse kenbaar gemaakt.  Op 4 mei werd parlementslid Muharrem İnce uitgeroepen tot kandidaat van de partij.

#### Peoples 'Democratic Party (HDP)

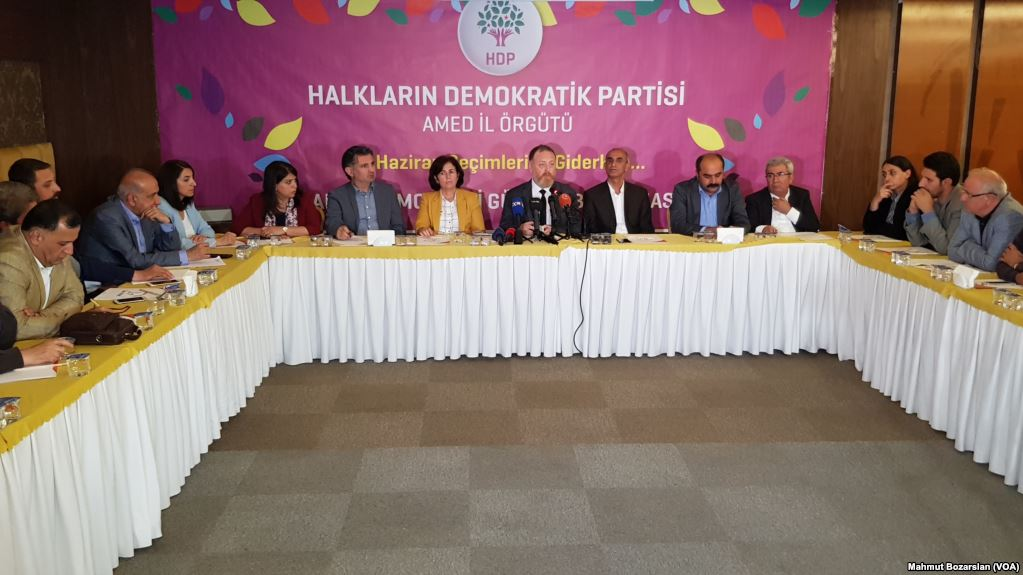
HDP-leider Sezai Temelli ontmoet partijactivisten in Diyarbakır op 30 april om de standpunten over hun presidentskandidaat te peilen

De HDP nomineerde Selahattin Demirtaş, hun voormalige leider die in 2014 ook kandidaat was voor de HDP. Er werd gemeld dat de partijbestuur eerder in grote lijnen overeenstemming had bereikt over Demirtaş, waarbij ze bezorgd waren dat zijn detentie sinds 2016 hem mogelijk zou kunnen beletten presidentskandidaat te worden.  

#### İyi Party

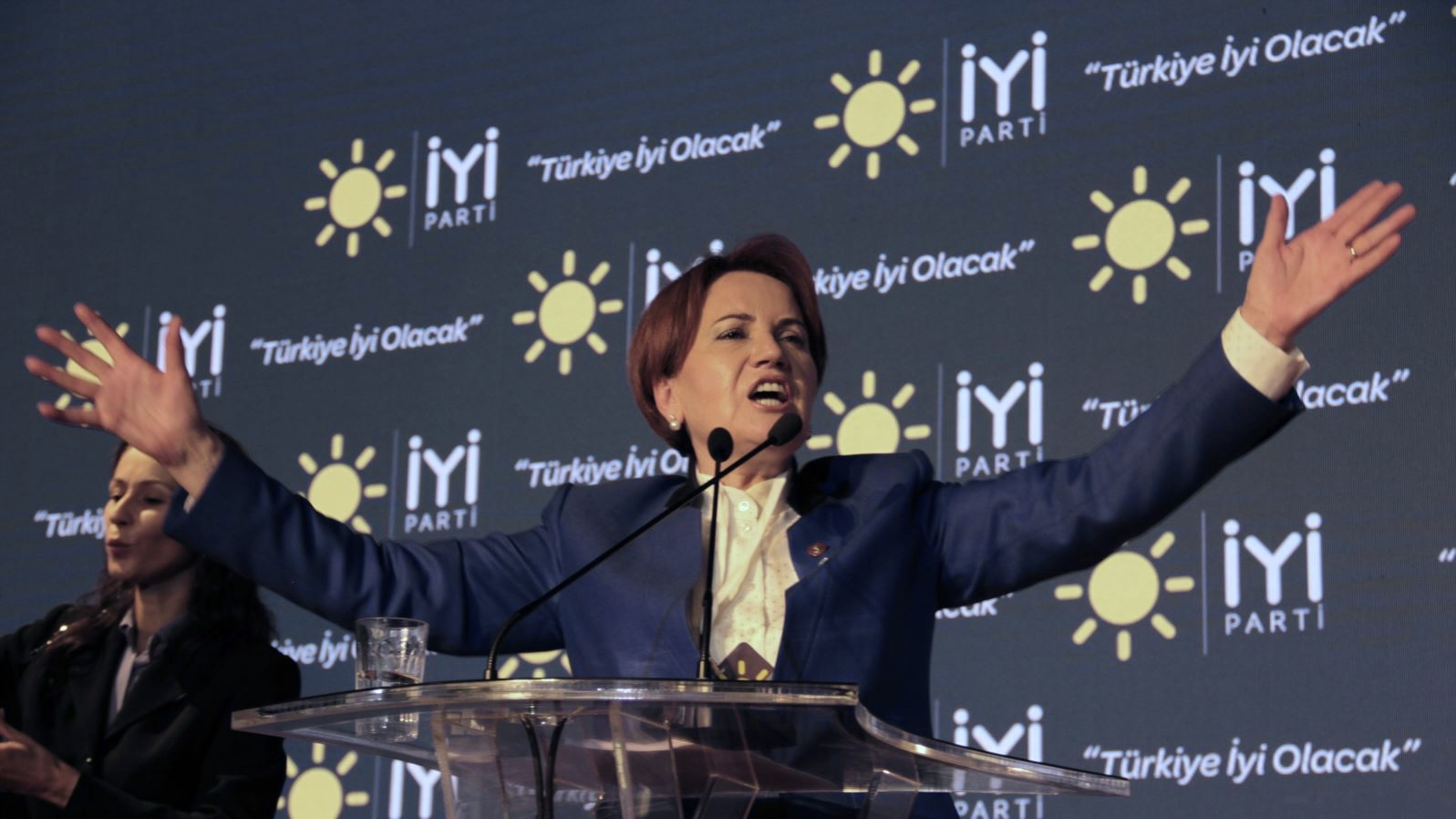
Meral Akşener kondigt haar presidentiële ambities aan tijdens de oprichting van de İyi-partij op 25 oktober 2017

Bij de aankondiging van de oprichting van de İyi-partij op 25 oktober 2017 kondigde partijleider Meral Akşener aan dat ze kandidaat zou zijn voor de presidentsverkiezingen. Ze bevestigde haar kandidatuur op 18 april 2018. De partij werd vervolgens aangedrongen door de CHP en de SP om een gezamenlijke alliantie aan te gaan en een partijoverschrijdende kandidaat te steunen. Akşener weigerde haar kandidatuur in te trekken en het partijbestuur stemde unaniem om haar op 24 april 2018 voor te dragen als kandidaat.

#### Gelukzaligheid Partij (SP)

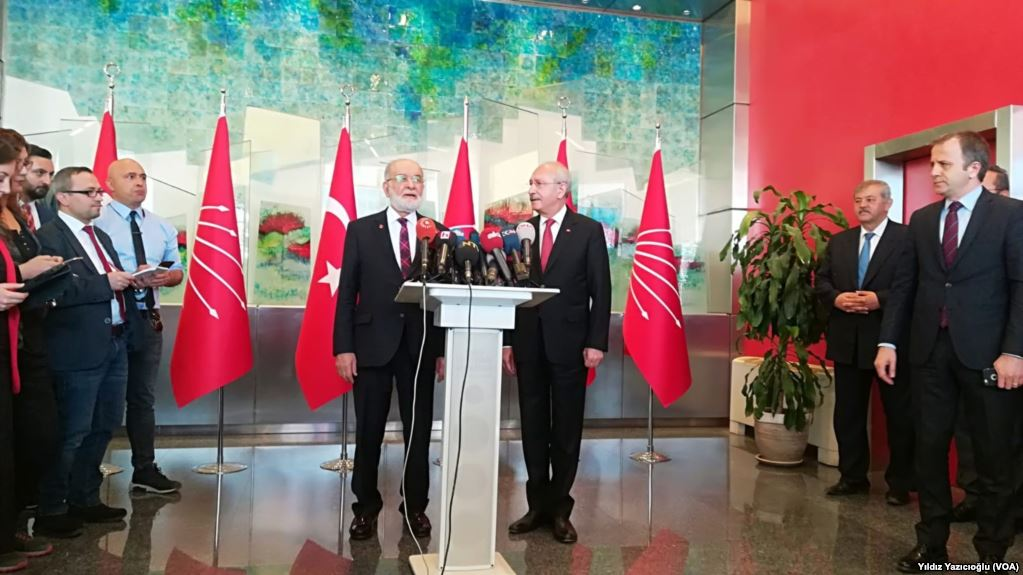
SP-leider Temel Karamollaoğlu en CHP-leider Kemal Kılıçdaroğlu ontmoeten elkaar op 23 april 2018 om een gezamenlijke kandidaat te bespreken

In de aanloop naar de verkiezingen slaagde SP-leider Temel Karamollaoğlu erin zijn partij onder de aandacht van de mainstreammedia te brengen na een aantal toespraken waarin hij zware kritiek op de regering uitte. Dit leidde ertoe dat de SP in toekomstige allianties werd beschouwd als een potentiële sleutelrol, waardoor verschillende grotere partijen Karamollaoğlu benaderden in een poging een gezamenlijke kandidaat te vinden. Hoewel dit leidde tot de oprichting van de Nation Alliance tussen de SP, CHP en de İyi-partij, werd er geen consensus bereikt over een gezamenlijke presidentskandidaat en besloot elke partij haar eigen kandidaat te benoemen. Karamollaoğlu werd op 1 mei aangekondigd als kandidaat van de partij.

## Opiniepeilingen
Er zijn opiniepeilingen om de intenties van de kiezers voor de presidentsverkiezingen te peilen. Opiniepeilingen hebben over het algemeen een duidelijke voorsprong getoond voor Recep Tayyip Erdoğan, alhoewel met een lager stempercentages dan zijn verkiezingsoverwinning in 2014, waar hij werd verkozen met 51,8% van de stemmen.  

## Resultaten
| Kandidaat            | Partij    | Stemmen    | Percentage |
| -------------------- | --------- | ---------- | ---------- |
| Recep Tayyip Erdoğan | AK-partij | 26.330.823 | 52,59      |
| Muharrem İnce        | CHP       | 15.340.321 | 30,64      |
| Selahattin Demirtaş  | HDP       | 4.205.794  | 8,40       |
| Meral Akşener        | İYİ       | 3.649.030  | 7,29       |
| Temel Karamollaoğlu  | SP        | 443.704    | 0,89       |
| Doğu Perinçek        | VP        | 98.955     | 0,20       |

Parlement: 1946 · 1950 · 1954 · 1957 · 1961 · 1965 · 1969 · 1973 · 1977 · 1983 · 1987 · 1991 · 1995 · 1999 · 2002 · 2007 · 2011 · 2015 (jun) · 2015 (nov) · 2018 · 2023

President: 1923 · 1927 · 1931 · 1935 · 1938 · 1939 · 1943 · 1946 · 1950 · 1954 · 1957 · 1961 · 1966 · 1973 · 1982 · 1989 · 1993 · 2000 · 2007 · 2014 · 2018 · 2023

Lokaal: 1930 · 1946 · 1950 · 1955 · 1963 · 1968 · 1973 · 1977 · 1984 · 1989 · 1994 · 1999 · 2004 · 2009 · 2014 · 2019 · 2024

Referendum: 1961 · 1982 · 1987 · 1988 · 2007 · 2010 · 2017